# Paula Cole
Paula Cole (Rockport, 5 aprile 1968) è una cantante statunitense.

## Biografia
Dopo aver partecipato come vocalist al prestigioso Secret World Live di Peter Gabriel, Paula Cole ottiene un contratto con la Image Records, con la quale nel 1994 pubblica il suo primo album Harbinger.
Nel 1996 la Cole pubblica con la Warner Bros. Records il suo secondo lavoro, This Fire, ed il suo primo singolo Where Have All the Cowboys Gone? ottiene un importante successo, bissato dal singolo successivo I Don't Want to Wait, scelto come sigla di apertura del telefilm Dawson's Creek. La cantante duetta anche con Peter Gabriel in Hush, hush, hush, una canzone che affronta il tema dell'AIDS. Quest'ultima canzone è apparsa anche nell'episodio 1x04 di Streghe intitolato "Un amore ultraterreno".
Dopo una pausa per crescere la neonata figlia Sky, Paula Cole pubblica Amen, che però non ottiene il successo sperato e spinge la Warner Bros. a rompere il contratto con la cantante.
Sempre nel telefilm Streghe Paula Cole è apparsa di persona nel locale delle tre sorelle nell'episodio 2x21 "I quattro dell'Apocalisse" cantando Be Somebody e Amen.
Nel 2007 l'artista ha siglato un contratto discografico con la Decca Records, pubblicando nello stesso anno il quarto album Courage. Tre anni più tardi è stata la volta di Ithaca.

## Discografia

### Album studio
- 1994 – Harbinger
- 1996 – This Fire
- 1999 – Amen
- 2007 – Courage
- 2010 – Ithaca
- 2013 – Raven
- 2015 – 7
- 2017 - Ballads
- 2017 - Revolution
- 2021 - American Quilt

### Album live
- 2016 - This Bright Red Feeling

### Raccolte
- 2006 – Greatest Hits: Postcards from East Oceanside

### Singoli
| Anno | Singolo                                   | Posizione | Posizione | Posizione | Posizione | Posizione | Posizione | Posizione | Album                                 |
| Anno | Singolo                                   | USA       | USA AC    | USA Adult | USA Alt   | USA Dance | UK        | AUS       | Album                                 |
| ---- | ----------------------------------------- | --------- | --------- | --------- | --------- | --------- | --------- | --------- | ------------------------------------- |
| 1997 | Where Have All the Cowboys Gone?          | 8         | 27        | 4         | 32        | 10        | 15        | 32        | This Fire                             |
| 1997 | I Don't Want to Wait                      | 11        | 3         | 9         | —         | 18        | 43        | 27        | This Fire                             |
| 1998 | Me                                        | —         | —         | 17        | —         | —         | —         | —         | This Fire                             |
| 1999 | I Believe in Love                         | 112       | —         | 22        | —         | —         | —         | —         | Amen                                  |
| 1999 | Be Somebody                               | —         | —         | —         | —         | —         | —         | —         | Amen                                  |
| 1999 | Amen                                      | —         | —         | —         | —         | —         | —         | —         | Amen                                  |
| 2006 | The Loves We Lost (with Tiësto as Allure) | —         | —         | —         | —         | —         | 89        | —         | In Search of Sunrise 4: Latin America |
| 2007 | 14                                        | —         | —         | —         | —         | —         | —         | —         | Courage                               |
| 2007 | Comin Down                                | —         | —         | —         | —         | —         | —         | —         | Courage                               |
| 2007 | God Bless the Child                       | —         | —         | —         | —         | —         | —         | —         | August Rush                           |
| 2010 | Music in Me                               | —         | —         | —         | —         | —         | —         | —         | Ithaca                                |